# Serapeu d'Alexandria
|  | Per a altres significats, vegeu «Serapeum». |

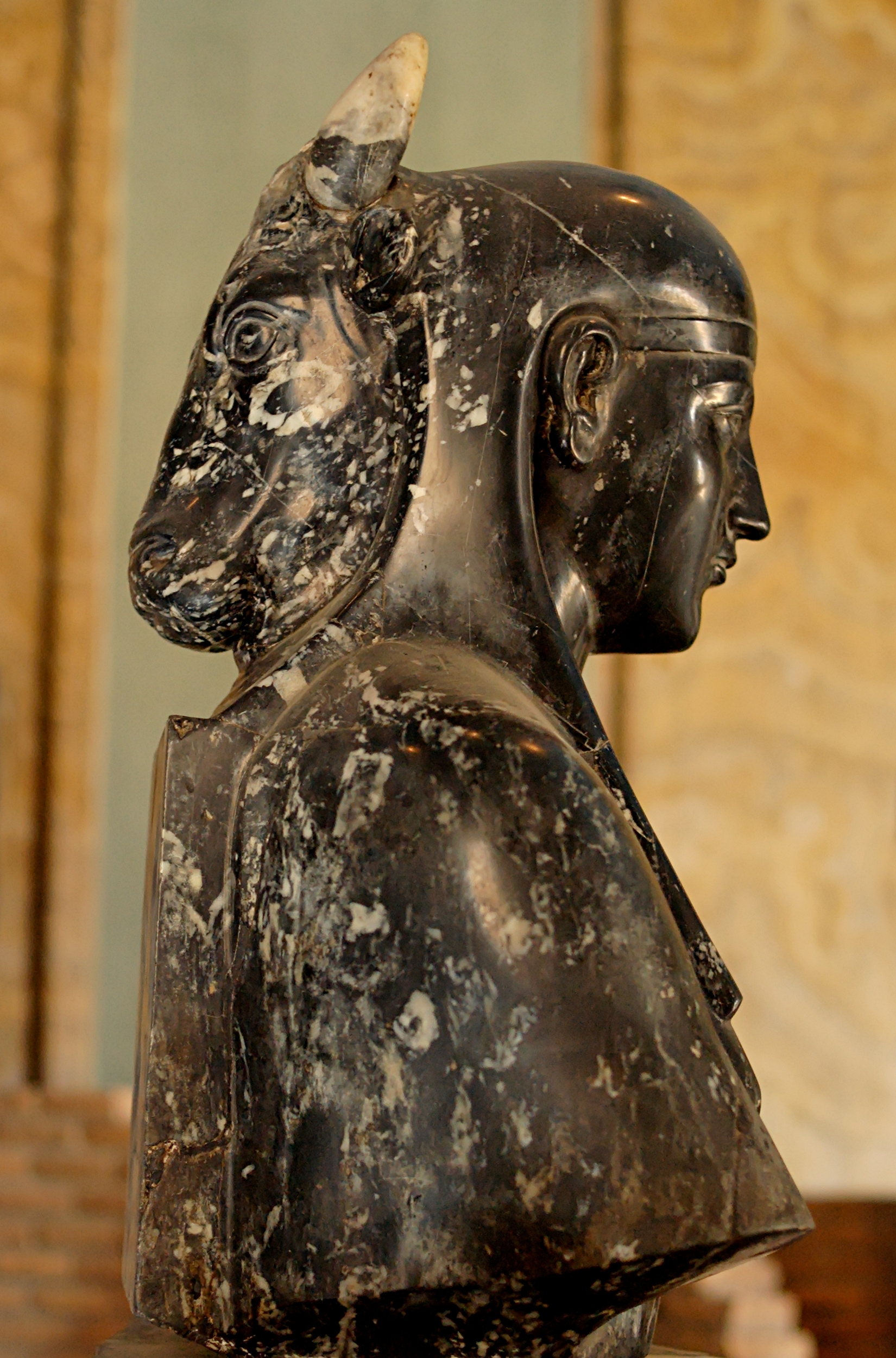
Bust janiforme d'Antinous: Osiris - Apis (Serapis) al Museu Gregorià Egiziano.

El Serapeu (o Serapèum) d'Alexandria va ser un monumental santuari per al culte de Serapis, fundat l'any 300 aC per Ptolemeu I Sòter i ubicat a la ciutat d'Alexandria.
La tradició es recolza en les notícies que dona el gran assagista i biògraf grec Plutarc (c. 46-125), que assegura que el rei d'Egipte Ptolemeu I Sòter va robar l'estàtua del déu que es trobava a Sinope (l 'actual Sinope de Turquia, ciutat situada a la vora del mar Negre, enfront de les costes de Crimea). Al llarg de la història, molts experts han estudiat aquest tema i alguns asseguren que el relat de Plutarc no s'ajusta a la realitat històrica.
Els historiadors confirmen que aquest déu és producte del sincretisme de les mitologies egípcia i grega. Serapis integra les divinitats Osiris i Apis egípcies, el culte de les quals s'associava amb els déus grecs Zeus i Hades. Ptolemeu Sòter el va fer senyor tutelar d'Alexandria en una magistral operació politicoreligiosa, aconseguint que tant els egipcis més tradicionalistes com la població grega més o menys nova acceptessin aquest déu representat com un home amb barba, sedent i amb una mena de cistell al cap, símbol de la fertilitat de la terra, ja que se'l suposa ple de llavors.
El serapeu tenia una important biblioteca que va ser destruïda per Teòfil d'Alexandria en la seva persecució d'escrits herètics.

## El temple i la seva història
Ptolemeu I Sòter va manar construir el primer temple consagrat a Serapis. Sembla que era una edificació bastant simple i modesta. Ptolemeu va ser l'introductor del culte a aquest déu. Ptolemeu III el va ampliar al mateix temps que manava construir la biblioteca d'Alexandria. A partir de l'emperador romà Claudi (emperador des del 41 al 54 després de Crist), el temple va anar evolucionant i prenent dimensions de gran santuari, fins a arribar als 185 per 92 metres. D'aquesta manera l'acròpoli alexandrina s'anava embellint amb una sèrie d'edificis: a més del temple i biblioteca esmentats, es van afegir el temple d'Anubis, el d'Isis, la necròpolis dels animals sagrats, els obeliscs de Seti I i la gran columna de Serapis, que encara es mantenia dreta al segle iii.
Sent emperador de Roma Trajà (98-117) hi va haver a Alexandria una revolució de jueus i el temple va ser destruït. Més tard, en època de l'emperador Hadrià (117-138) ed va reconstruir. Hadrià va manar esculpir la gran estàtua del bou Apis (que es troba actualment al Museu Grecoromà d'Alexandria).
El temple va tenir activitat durant segles i fou molt visitat per tota mena de pelegrins, fins que l'any 391, el patriarca cristià d'Alexandria, Teòfil, va assolar l'edifici al capdavant d'una multitud enfurismada que pretenia desterrar de la ciutat els cultes pagans, i destruir el monument que com a déu s'havia fet erigir Dioclecià, el major impulsor de les persecucions contra els cristians. El Serapeu va ser transformat en un temple cristià, consagrat a Sant Joan Baptista. Aquest temple va arribar intacte fins al segle x, en què va resultar destruït pels àrabs.
S'accedia al lloc sagrat pujant cent esglaons. L'exterior estava recobert de marbre, i les parets interiors de metalls preciosos. Allà hi havia col·locada la monumental estàtua de Serapis.

## Nota
1. ↑  Judith McKenzie. The architecture of Alexandria and Egypt, c. 300 B.C. to A.D. 700.  Yale University Press, 2007, p. 387–. ISBN 9780300115550 [Consulta: 22 abril 2011].